# Paroplitis rugosus
Paroplitis rugosus är en stekelart som beskrevs av Papp 1991. Paroplitis rugosus ingår i släktet Paroplitis och familjen bracksteklar. Inga underarter finns listade i Catalogue of Life.